# 紫茎小芹
紫茎小芹（学名：Sinocarum coloratum）为伞形科小芹属的植物，是中国的特有植物。分布在中国大陆的四川、云南、西藏等地，生长于海拔2,900米至4,100米的地区，见于草直、杂木林下或岩石上，目前尚未由人工引种栽培。